# Armia Wielkiego Księstwa Litewskiego

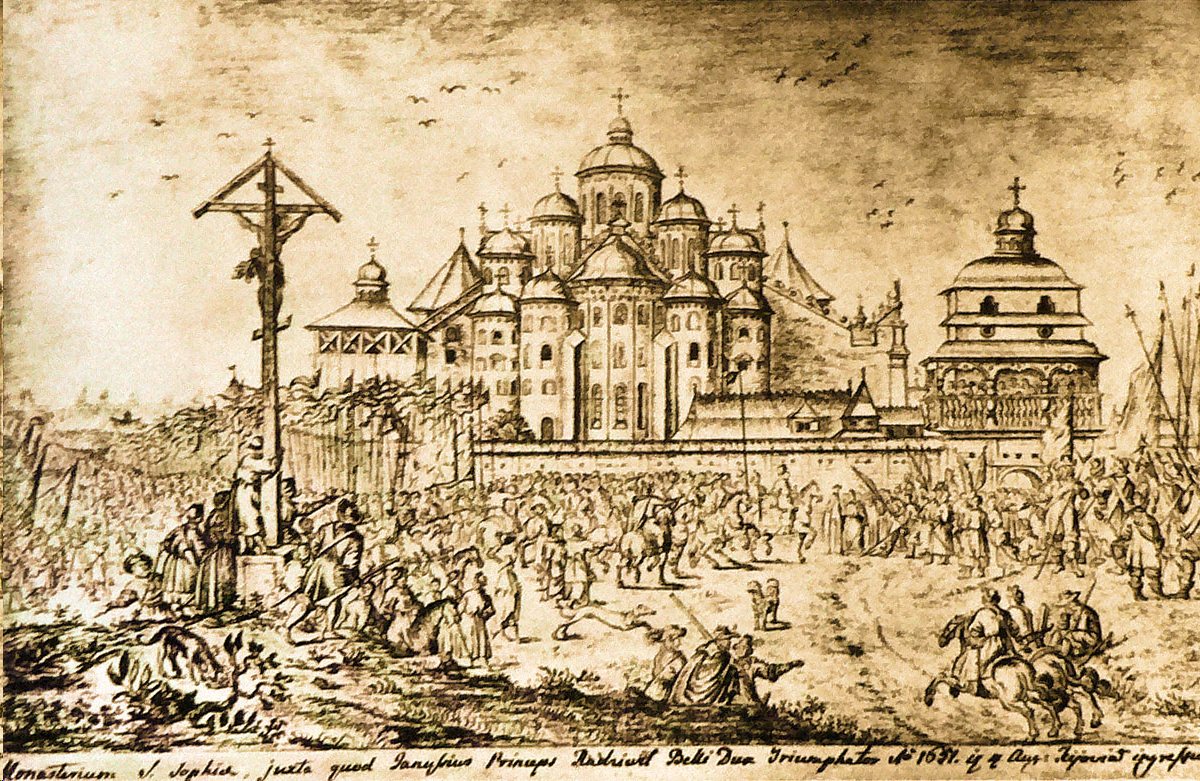
Armia litewska wkracza do Kijowa w czasie powstania Chmielnickiego w 1651 roku, w tle Sobór Mądrości Bożej, rysunek z natury świadka tych wydarzeń Abrahama van Westervelda

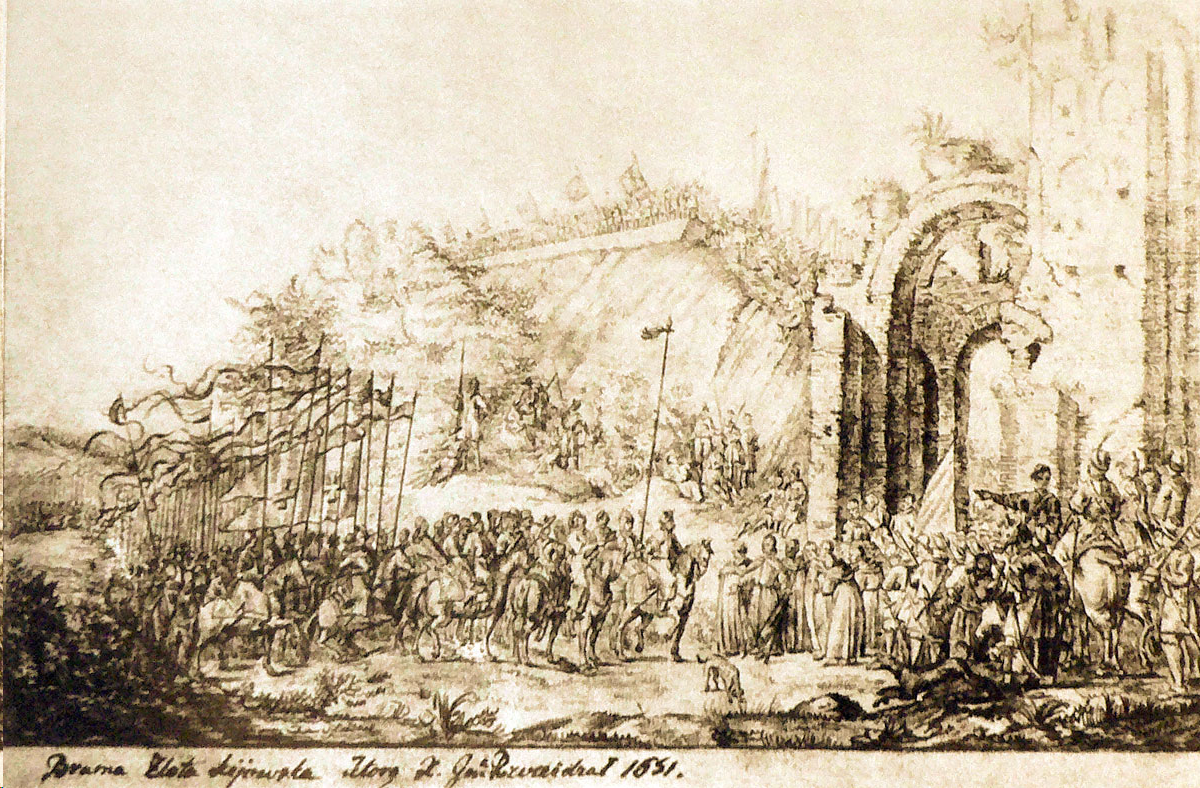
Armia litewska u stóp ruin Złotej Bramy w Kijowie w 1651 roku, rysunek z natury Abrahama van Westervelda

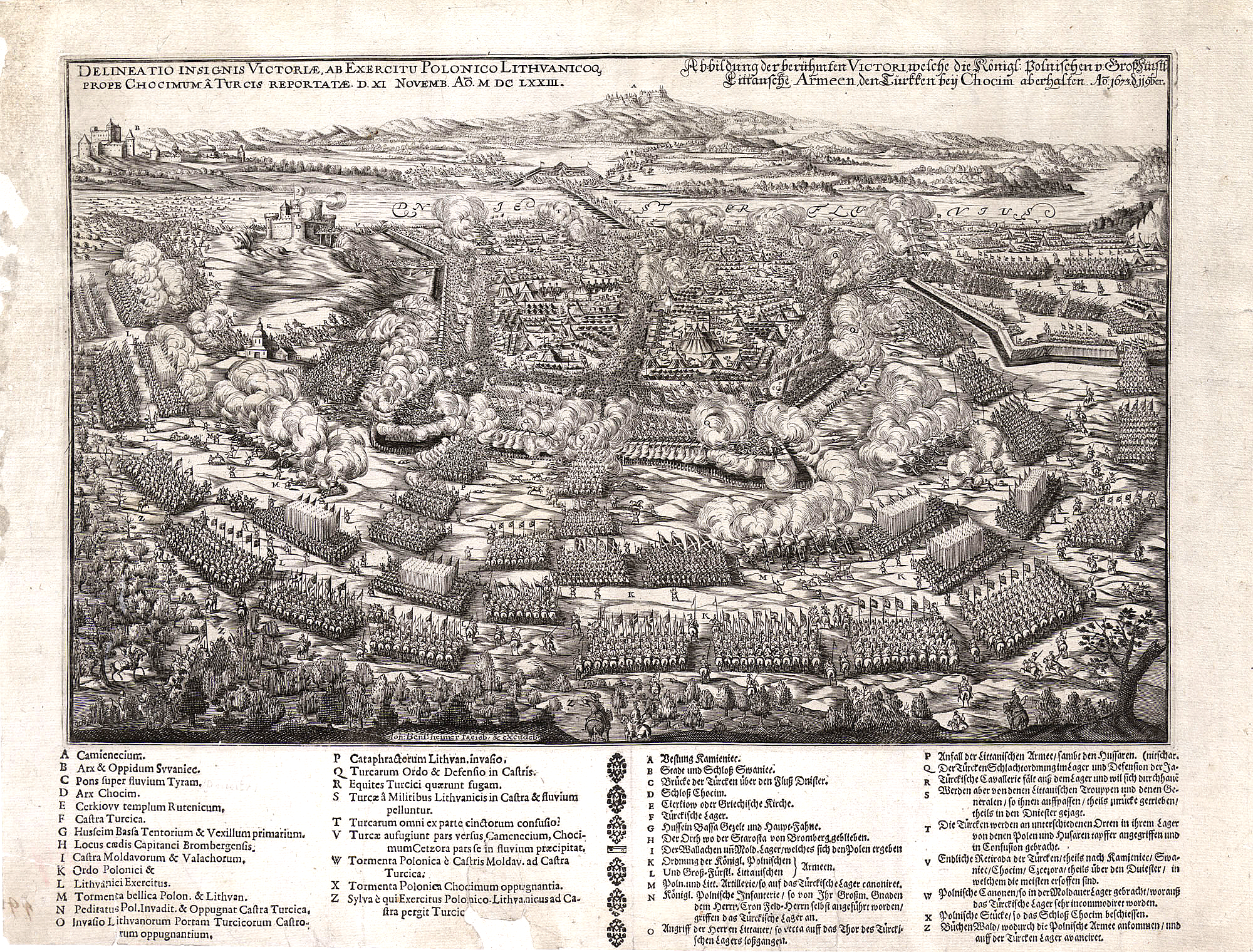
Bitwa pod Chocimiem (1673), oddziały armii koronnej oznaczone literą K, armii litewskiej literą L

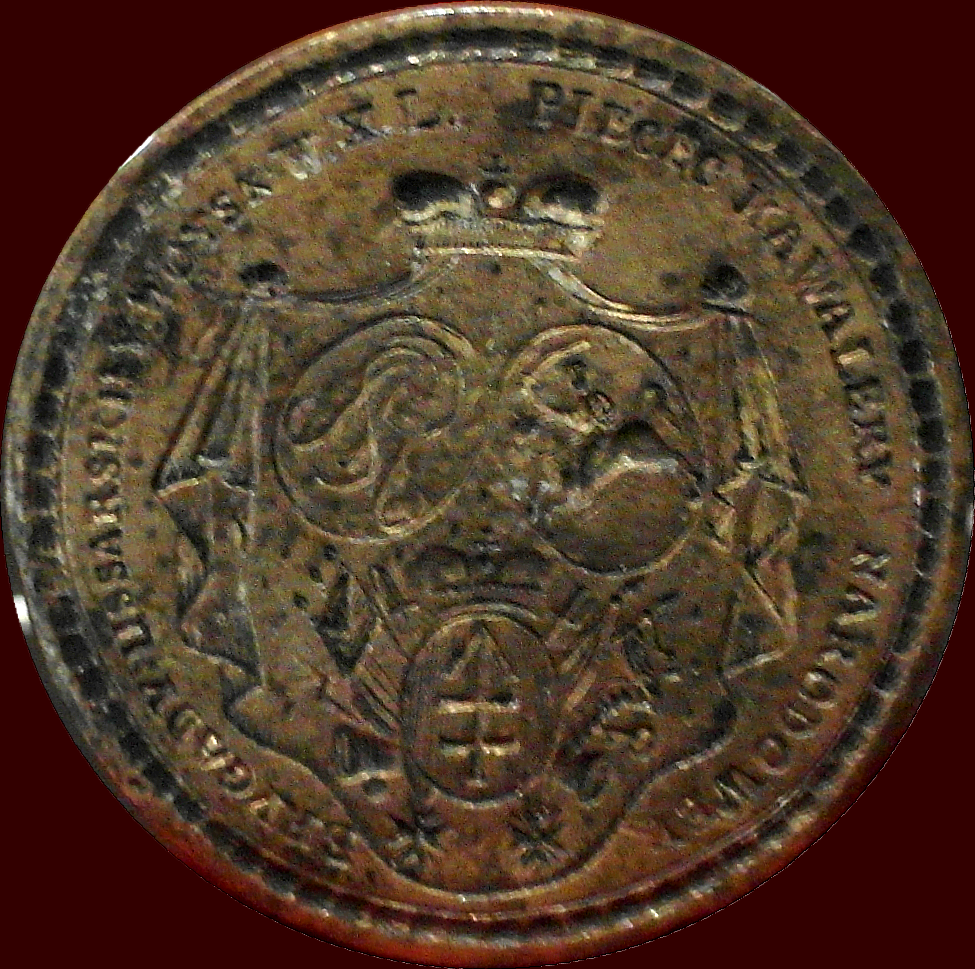
Pieczęć wielka 1. Brygady Kawalerii Narodowej Wielkiego Księstwa Litewskiego

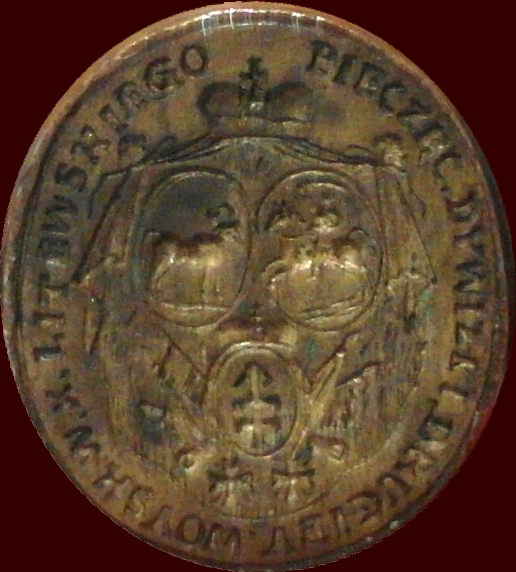
mała pieczęć 2. Dywizji Wojsk Wielkiego Księstwa Litewskiego

Armia Wielkiego Księstwa Litewskiego – siły zbrojne Wielkiego Księstwa Litewskiego Rzeczypospolitej Obojga Narodów w latach 1717–1795.

## Wojsko Wielkiego Księstwa Litewskiego w latach 1717-1795
Wojsko Wielkiego Księstwa Litewskiego stanowiło drugi człon armii Rzeczypospolitej Obojga Narodów. Liczebnie stanowiło około 1/3 całej armii. Liczące ok. 3,5 miliona mieszkańców ówczesne Wielkie Księstwo Litewskie wystawiło armię o wartości przypadało 6250 "koni" i "porcji". Występowała znaczna przewaga kawalerii nad piechotą. Wynikało to w dużej mierze z uwarunkowań społeczno-politycznych kraju.
Pierwszy rozbiór Polski wymusił na konserwatywnej szlachcie reformy wojska. Pomimo sejmowej próby podniesienia etatu do 30 tysięcy dla całego państwa, na Litwie udało się odbudować armię do około 2500 "głów". Utworzono dwie dywizje składające się z piechoty i kawalerii. Dawne chorągwie husarskie i petyhorskie autoramentu narodowego scalono na Litwie w dwie brygady Kawalerii Narodowej. Zniesiono system porcji i zastąpiono go żołdem kwotowym. Odebrano hetmanom prawo patentowania i dymisjonowania oficerów i przekazano je królowi.
Sejm Wielki w 1789 roku ustanowił stutysięczny etat wojska. Na Wielkie Księstwo Litewskie przypadło 32688 głów. Z powodów finansowych etat okazał się nierealny do wykonania. Wprowadzono więc etat tymczasowy – 65 000 żołnierzy, w tym 20 000 dla Wielkiego Księstwa Litewskiego. I ten etat nie został zrealizowany.
Początkowo reforma polegała na wypełnieniu ludźmi istniejących już struktur. Dopiero później na bazie formacji nadwornych i prywatnych formowano nowe oddziały. Jesienią 1789 roku z milicji radziwiłłowskiej powstał 8 regiment pieszy, a rok później na bazie królewskiego Batalionu Grodzieńskiego 7 regiment pieszy 7. W 1790 roku sformowano Korpus Inżynierów Litewskich. Z powodu braku pieniędzy  w piechocie siedem z ośmiu regimentów miało tylko po jednym batalionie. Dopiero na wiosnę 1792 roku rozpoczęto wcielać do nich rekrutów. Utworzono też dwie nowe jednostki: tatarski Pułk Przedniej Straży  A. Ułana i batalion lekkiej piechoty M. Trębickiego. Przeniesiono też na etat wojskowy dotychczasowy Królewski Pułk Nadworny Azulewicza jako Pułk 6 Przedniej Straży. Stan wojska Wielkiego Księstwa Litewskiego we wrześniu 1792 roku, z chwilą przejęcia go pod komendę targowickiego hetmana Szymona Kossakowskiego, wynosił etatowo 21881 żołnierzy, a faktycznie było ich 16436.
Pod komendą hetmana Kossakowskiego powołano III Brygadę Kawalerii Narodowej. W pułkach pieszych powiększono liczbę oficerów. W następstwie drugiego rozbioru Polski, wiosną 1793 roku, wcielono do armii rosyjskiej znaczną część 8 regimentu pieszego, oraz II Brygady Kawalerii Narodowej. Uchwały Sejmu Grodzieńskiego nakazywały zmniejszenie liczby wojska Rzeczypospolitej. Jednak realizacja ich natrafiła na opór i do  wybuchu powstania kościuszkowskiego redukcja wojska nie została przeprowadzona.
Liczebność wojsk Wielkiego Księstwa Litewskiego w kwietniu 1794 roku można oszacować następująco: stan etatowy wynosił 15448 żołnierzy a faktyczny 12108.

## Sztab wojsk Wielkiego Księstwa Litewskiego
Etat sztabu wojsk Wielkiego Księstwa Litewskiego ustanowiony na sejmie warszawskim w 1776 roku obejmował następujące stanowiska:
- hetman wielki litewski
- hetman polny litewski
- pisarz polny
- generał artylerii
- strażnik wielki[c]
- generał inspektor[d]
- strażnik polny
- oboźny polny
- generał lejtnant
- dwóch generałów majorów
- czterech generałów adiutantów hetmańskich
- dwóch buńczucznych[e]
- stanowniczy[f]
- sędzia wojskowy[g]
- pisarz wojskowy
- regent wojskowy
- generał audytor[h]

W etacie ustalonym dla „raty septembrowej” przewidziano dwa kolejne stanowiska: kasjer i generał adiutant departamentu wojskowego. W 1778 roku etat powiększono o drugiego generała lejtnanta i egzercyjermajstra. Zatwierdzony stutysięczny etat ustanowiony przez Sejm Wielki zakładał istnienie sztabu generalnego składającego się z 21 osób.
W dniu 30 stycznia 1792 roku sejm zlikwidował urząd hetmana polnego.
22 maja 1792 roku połączono armię koronną i litewską. Na jej czele miał stanąć sztab złożony z dziesięciu generałów lejtnantów, generała amplojowanego przy boku króla, generała majora artylerii, dwudziestu dwóch generałów majorów, czterech fligeladiutantów królewskich, czternastu adiutantów przy generałach lejtnantach, dwudziestu czterech adiutantów przy generałach majorach, czterech oberaudytorów „plac majora” w Kamieńcu Podolskim, generała sztabsmedyka i generała sztabschirurga.

## Dywizje Wielkiego Księstwa Litewskiego
- 1 Dywizja Litewska – gen. lejt. Józef Judycki
- 2 Dywizja Litewska – gen. Michał Zabiełło

## Piechota litewska w XVIII w.
W 1776 roku piechota litewska oprócz trzech dawnych regimentów (gwardii pieszej i 2 regimentów obu buław) posiadała też utworzony w 1775 r. regiment im. Massalskich. W 1777 r. spieszono trzy regimenty dragonii. Piechota litewska, składająca się z 7 regimentów, chorągwi janczarskiej (od 1782 r. strzeleckiej) buławy wielkiej i chorągwi grenadierskiej buławy polnej, miała liczyć 1950 ludzi. W latach 1786–1788 jej stan faktyczny był mniejszy od etatowego o około 50 ludzi.

### Regimenty
- Regiment Gwardii Pieszej Wielkiego Księstwa Litewskiego
- 1 Regiment Pieszy Buławy Wielkiej Litewskiej
- 2 Regiment Pieszy Buławy Wielkiej Litewskiej
- 3 Regiment Pieszy Buławy Polnej Litewskiej
- 4 Regiment Pieszy Buławy Polnej Litewskiej
- 5 Regiment Pieszy Litewski Pawła Jerzego Grabowskiego
- 6 Regiment Pieszy Litewski Ksawerego Niesiołowskiego
- 7 Regiment Pieszy Litewski Xcia Kazimierza Nestora Sapiehy
- 8 Regiment Pieszy Domu Radziwiłłów
- 9 Regiment Pieszy Litewski
- Chorągiew Węgierska Buławy Wielkiej Litewskiej (1717–1793)
- Chorągiew Węgierska Buławy Polnej Litewskiej (1717–1793)
- Chorągiew Węgierska Trybunału Litewskiego (od 22 czerwca 1790)
- Chorągiew Węgierska Marszałka Wielkiego Litewskiego (1717–1794)
- Chorągiew Skarbowa
- Piechota z Nieświeża
- Strzelcy z Nieświeża
- III Batation Lekkiej Piechoty Trębickiego (nowo erygowany)

## Jazda litewska w XVIII w.
W 1777 roku w armii litewskiej z chorągwi husarskich i petyhorskich utworzono dwie brygady kawalerii narodowej: brygadę "usarską" i brygadę petyhorską. Chorągwie lekkie już przedtem wchodziły w skład pięciu pułków przedniej straży. Z czterech dawnych regimentów dragonii litewskiej po spieszeniu trzech regimentów pozostała tylko gwardia konna litewska. Od 1776 r. etat jazdy litewskiej nie uległ zmianie i przewidywał dwie brygady kawalerii narodowej po 478 ludzi, 5 pułków przedniej straży, (1 pułk – 374 ludzi, 2 i 3 pułk po 150 ludzi, 4 pułk  – 395 ludzi, 5 pułk – 327 ludzi) i regiment gwardii konnej litewskiej – 318 ludzi; razem 2670 ludzi. W 1786 r. do stanu etatowego brakowało około 200 ludzi.
Kawaleria Narodowa składała się początkowo z dwóch brygad. Każda z brygad liczyła po cztery szwadrony, posiadające cztery chorągwie co łącznie stanowiło 32 chorągwie. W związku z podziałem wojska na trzy dywizje, konfederacja targowicka powołała w lutym 1793 roku III Brygadę. Nie zwiększyła się jednak liczebności kawalerii, gdyż nowa brygada miała powstać z czterech chorągwi Brygady I i sześciu chorągwi Brygady II. W praktyce jednak wydzielenie chorągwi z Brygady II nie zostało wykonane z powodu częściowego jej zagarnięcia przez wojska rosyjskie. Z szesnastu chorągwi sformowano osiem, liczących łącznie 342 ludzi. Kawaleria Narodowa w 1794 roku była zorganizowana w 24 chorągwiach.
Pułki przedniej straży liczyły pięć jednostek. Na mocy uchwały Sejmu Czteroletniego utworzono w czerwcu 1792 roku pułk tatarski Aleksandra Ułana, a później, gdy włączono do wojska litewskiego Nadworny Pułk Królewski Jakuba Azulewicza, przemianowując go na Pułk 6 Straży Przedniej. Został on 23 września 1792 roku rozwiązany przez władze Konfederacji Generalnej Wielkiego Księstwa Litewskiego. Z chwilą wybuchu powstania kościuszkowskiego przednia straż na Litwie liczyła sześć pułków.

### Jednostki jazdy
- Regiment Gwardii Konnej Wielkiego Księstwa Litewskiego
- 1 Brygada Kawalerii Narodowej Wielkiego Księstwa Litewskiego, potocznie: Husarska lub Kowieńska
- 2 Brygada Kawalerii Narodowej Wielkiego Księstwa Litewskiego, potocznie: Petyhorska lub Pińska
- 3 Brygada Kawalerii Narodowej Wielkiego Księstwa Litewskiego
- 1 Pułk Przedniej Straży JKM Wielkiego Księstwa Litewskiego Michała Kirkora
- 2 Pułk Przedniej Straży Buławy Wielkiej Litewskiej Józefa Jeleńskiego
- 3 Pułk Przedniej Straży Buławy Polnej Litewskiej Antoniego Chlewińskiego
- 4 Pułk Litewski Przedniej Straży Józefa Bielaka
- 5 Pułk Litewski Przedniej Straży Stanisława Byszewskiego
- Pułk Tatarski Jakuba Azulewicza (milicja Króla)
- Pułk Tatarski Aleksandra Ułana (nowo erygowany)
- Ordynacka Złota Chorągiew Radziwiłłów
- Chorągwie słucka i kojdanowska (kozackie) Radziwiłłów
- Ochotnicy Bujnickiego
- Wolontariusze 'grodzieńscy'

## Wojska techniczne w XVIII w.
- Korpus Artylerii Litewskiej
- Artyleria z Nieświeża
- Korpus Inżynierów Wielkiego Księstwa Litewskiego